# Belinda Carlisle

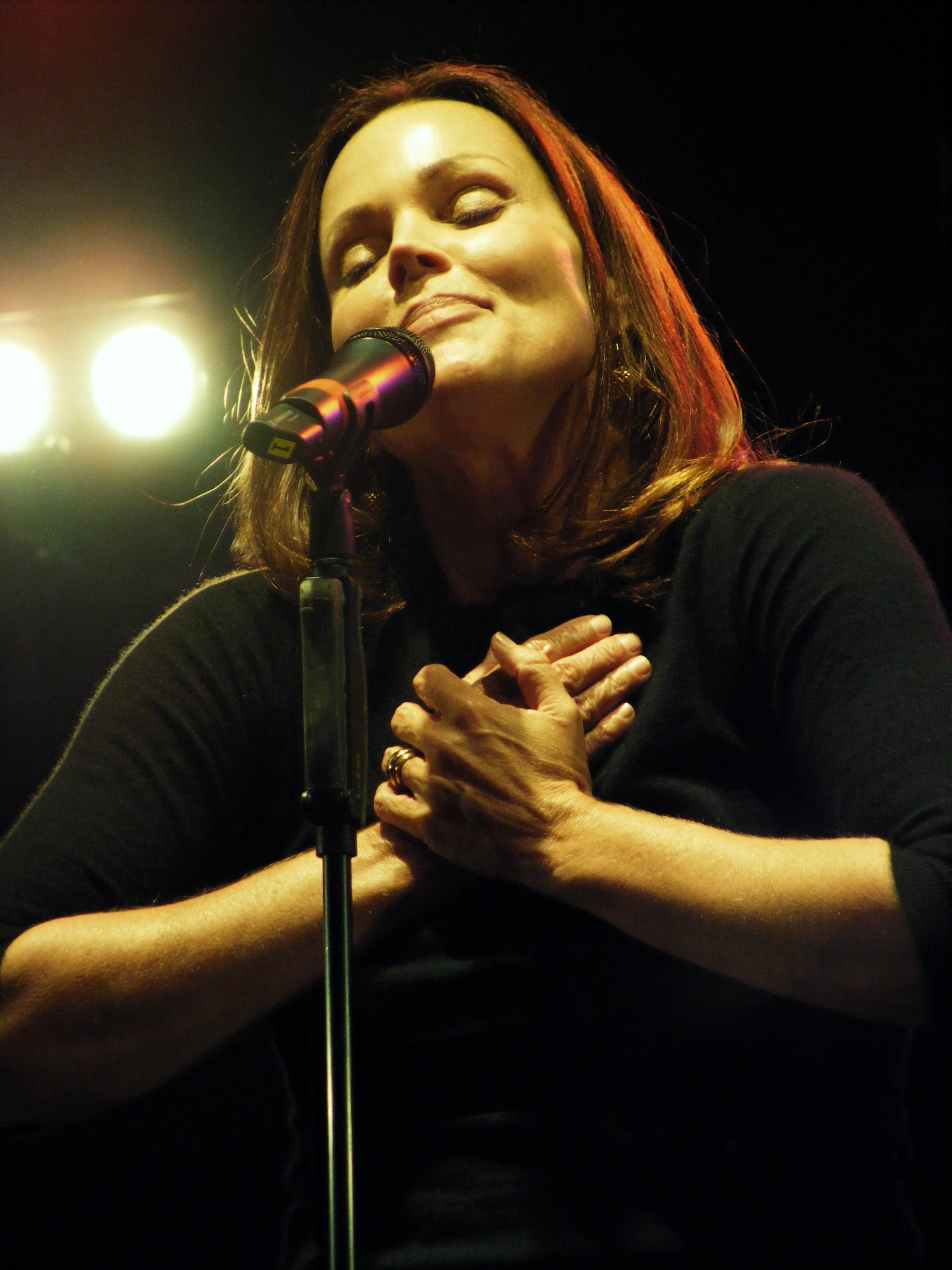
Belinda Carlisle (2010)

Belinda Jo Carlisle (* 17. August 1958 in Hollywood, Kalifornien) ist eine US-amerikanische Sängerin. Zunächst wurde sie bekannt als Mitglied der Rock-’n’-Roll-Band Go-Go’s. Nach deren Auflösung begann Carlisle gegen Ende der 1980er Jahre eine erfolgreiche Solokarriere und hatte Hits wie Heaven Is a Place on Earth, Circle in the Sand und Leave a Light On. 
Als Mitglied der Go-Go’s erhielt sie am 11. August 2011 einen Stern auf dem Walk of Fame in Hollywood.

## Musikkarriere

### 1977–1985: Mitglied verschiedener Bands
Carlisle begann ihre musikalische Karriere im Jahr 1977 unter dem Künstlernamen Dottie Danger als Schlagzeugerin der Punkband Germs an der Seite von Darby Crash und Pat Smear. Schon nach wenigen Proben musste sie die Gruppe aufgrund einer Erkrankung am Pfeiffer-Drüsenfieber verlassen und wechselte als Backgroundsängerin zu „Black Randy and the Metrosquad“. 
1978 wurde Carlisle Mitglied der Go-Go’s. Als sich die Formation im Mai 1985 erstmals auflöste, begann Belinda Carlisle ihre Solokarriere. Zu dieser Zeit bekam sie vorübergehend ihre Kokainabhängigkeit in den Griff, die sie nach eigenen Aussagen aber erst im Alter von 47 Jahren überwinden sollte.

### 1986: Beginn der Solokarriere
Ihr erstes Soloalbum Belinda wurde von I.R.S. Records im Juni 1986 veröffentlicht. Ihr Auftreten im Musikvideo ihrer ersten Hitsingle Mad About You wirkte wesentlich glamouröser als während ihrer Zeit bei den Go-Go’s. Neben dem neuen Image folgte auch die Musik einer neuen Stilrichtung. Während die rockige Musik der Go-Go’s stark von Punk und Rock ’n’ Roll beeinflusst war, produzierte Carlisle als Solokünstlerin eher Popmusik mit leichten Rockeinflüssen.
Ebenfalls 1986 heiratete sie Morgan Mason, den Sohn des britischen Schauspielers James Mason. Morgan hatte auch Rollen in Carlisles Videos zu Mad About You und Heaven Is a Place on Earth. Ihr gemeinsamer Sohn ist der Schauspieler und LGBT-Aktivist James Duke Mason.

### 1987–1990: Durchbruch als Solokünstlerin
Auf dem Cover ihres im Oktober 1987 erschienenen zweiten Soloalbums Heaven on Earth baute Carlisle ihr glamouröses Image weiter aus. Das Album wurde in den USA bei MCA veröffentlicht, in Großbritannien bei Virgin Records. Die erste Singleauskopplung war Heaven Is a Place on Earth. Der Titel wurde ein internationaler Hit, der es nicht nur in den USA, sondern auch in Großbritannien und zahlreichen anderen Ländern an die Spitze der Charts schaffte. Der neue Sound ist vermutlich dem Einfluss ihres Produzenten Rick Nowels zuzuschreiben, der zuvor mit Stevie Nicks gearbeitet hatte und später Madonna produzierte.
Heaven Is a Place on Earth wird allgemein als Carlisles größter Hit und als ihr Markenzeichen angesehen. Der Erfolg des Titels wurde durch das dazugehörige Video noch gefördert, das unter Regie der amerikanischen Schauspielerin Diane Keaton entstand. Auch im Video behielt Carlisle ihr neues glamouröses Image inklusive der nun rot gefärbten Haare bei.
Der nächste veröffentlichte Titel aus Heaven on Earth war I Get Weak, der bis auf Platz 2 der US-Charts kletterte und bei dessen Video ebenfalls Keaton Regie führte. Es folgte die exotisch anmutende Ballade Circle in the Sand, die abermals sowohl in den USA als auch in GB und Deutschland Top-Ten-Platzierungen erreichte.
Carlisles nächstes Album war das im Oktober 1989 veröffentlichte Runaway Horses. In den USA blieb es überraschend hinter den Erwartungen zurück, während es auf der anderen Seite des Atlantiks nahtlos an den Erfolg des Vorgängers anknüpfte und im Vereinigten Königreich und Australien erneut die Top Five erreichte. Vorab war die Single Leave a Light On zu einem weiteren Top-5-Hit in Großbritannien und Australien sowie Top-15-Erfolg in den USA und Deutschland geworden.
Die weiteren Singles aus Runaway Horses waren ebenfalls erfolgreich, wenn auch nicht mehr global. Das südländisch angehauchte La Luna wurde Anfang 1990 zum Top-20-Hit in Deutschland. Hier zeigte sich erstmals, dass Belinda Carlisle in Europa und Australien wesentlich populärer war als in ihrer Heimat, den USA. Die Rockhymne (We Want) The Same Thing platzierte sich im Herbst 1990 in den britischen Top Ten, während die Keyboardnummer Summer Rain unter den ersten Zehn Australiens stand. 
Ende 1990 fanden sich die Go-Go’s erneut zusammen, um auf eine Greatest-Hits-Tournee zu gehen. Ein Bestandteil der Tournee war eine Anti-Pelz-Kampagne, als die Bandmitglieder und vor allem Belinda Carlisle die Tierschutzorganisation People for the Ethical Treatment of Animals (PETA) unterstützten.

### 1991–1997: Nachlassender Erfolg in der amerikanischen Heimat
Im Oktober 1991 veröffentlichte Carlisle ihre vierte Soloplatte Live Your Life Be Free. Das Album wurde in den USA kaum wahrgenommen, dafür landete es erneut in den britischen Top Ten, wo Carlisle außerdem mit dem Titelsong einen weiteren Top-20-Erfolg in den Singlecharts feiern konnte. Die Sängerin ging mit der Platte aber nicht auf Tournee, da sie zu diesem Zeitpunkt schwanger war. Ihr Sohn James Duke Mason (benannt nach Morgans Vater James und Belindas Stiefvater Duke Kurczeski) wurde am 27. April 1992 während der Unruhen in Los Angeles geboren. 
Im September 1992 veröffentlichte sie mit The Best of Belinda Vol. 1 ihr erstes Greatest-Hits-Album. Die Kompilation zeigte beeindruckend die Popularität ihrer Hits, da sie sowohl in Großbritannien als auch in Australien direkt auf Platz 1 der Albumcharts landete.
Ihr fünftes Soloalbum Real wurde im September 1993 bei Virgin Records in den USA und in Europa veröffentlicht. Ohne den Produzenten Nowels entfernte sich das Album von Carlisles vorherigem „poliertem Pop“-Stil. Einige Kritiker begrüßten diese Entwicklung und verglichen den Sound mit dem der Go-Go’s. Die erste Auskopplung Big Scary Animal wurde abermals ein Top-15-Erfolg in Großbritannien, das Album selbst Carlisles fünftes UK-Top-Ten-Album in Folge. Außerhalb von Großbritannien wurden die Platten nur wenig wahrgenommen.
Nach dem Northridge-Erdbeben in Los Angeles im Januar 1994 zogen Carlisle, Mason und ihr Sohn nach Südfrankreich.
Mitte 1994 gab es eine weitere kurze Wiedervereinigung der Go-Go’s. Die Band löste sich aber schon nach der Promotiontournee wieder auf.
Carlisle kehrte ins Aufnahmestudio zurück und arbeitete erneut mit dem Produzenten Rick Nowels. Im Spätsommer 1996 veröffentlichte sie ihr sechstes Soloalbum A Woman and a Man in Großbritannien und Australien, das dort ein großer Erfolg wurde. Brian Wilson (Ex-Beach Boys), Susanna Hoffs (Bangles) und Per Gessle (Roxette) waren an dem Album als Songschreiber und Backgroundsänger beteiligt. Die Singleauskopplungen In Too Deep und Always Breaking My Heart (aus der Feder von Gessle) erreichten beide die britischen Top Ten und wurden damit Belindas größte Erfolge seit 1990.
Wegen des Erfolges von A Woman and a Man wurde das Album im Sommer 1997 durch das Label Ark21 auch in den USA vertrieben. Trotz der Promotionsauftritte von Belinda Carlisle im amerikanischen Fernsehen und Radio konnte das Album dort aber nicht an den Erfolg in Großbritannien anknüpfen.
Mitte 1997 veröffentlichte Belinda Carlisle eine Coverversion von I Won’t Say (I’m in Love) aus Disneys Hercules. Der Titel wurde beim Vertrieb des Filmes in Europa verwendet. Die Single wurde nur in Frankreich und Deutschland verkauft.

### Seit 1999: Erneute Reunion der Go-Go’s und weitere Alben

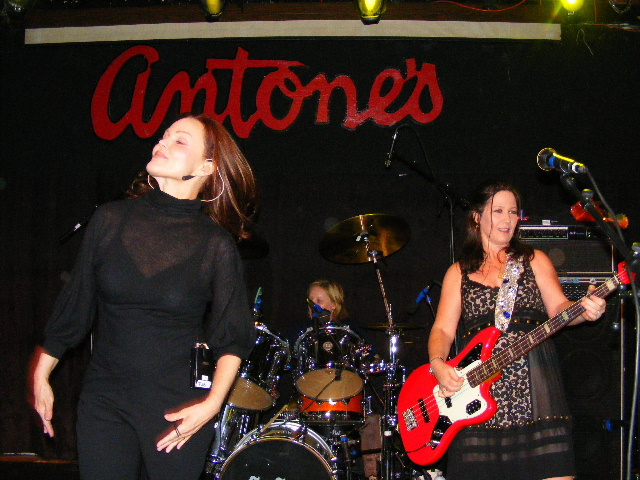
Carlisle (links) mit den Go-Go’s, 2008

Ende 1999 veröffentlichte Carlisle in Europa ein weiteres Greatest-Hits-Album, diesmal bei dem Label Virgin. Das Album enthielt drei neue Stücke, darunter All God’s Children, das auch als Single veröffentlicht wurde. Der Titel war wenig erfolgreich; das Album wurde dagegen von Kritikern als die bisher beste Zusammenstellung ihrer Soloarbeit bewertet.
Im August 2001 ließ sich Carlisle nackt für das Magazin Playboy fotografieren. Es gab Spekulationen, sie hätte das getan, um Werbung für das Album God Bless the Go-Go’s der erneut gegründeten Go-Go’s zu machen. 2004 nahm Belinda als eine von zehn Prominenten an der Fernsehshow Hell’s Kitchen teil und war die erste, die von den britischen Zuschauern hinausgewählt wurde.
Im Februar 2007 erschien mit ihrem siebten Album Voila ihr erstes französisch gesungenes Chansonalbum. Auf die Idee zu dem Album kam sie, da sie seit vielen Jahren in Frankreich in der Nähe von Cannes lebte und dort französische Oldie-Sender hörte. Die Titel sind Coverversionen, unter anderem von Jacques Brel, Édith Piaf, Serge Gainsbourg und Udo Jürgens.
Im Juni 2010 veröffentlichte sie ihre Autobiografie Lips Unsealed. Das Buch erhielt gute Kritiken und erreichte Platz 27 der Bestsellerliste der New York Times.
Vom 25. bis 30. Januar 2011 fand eine Deutschland-Tournee mit fünf Konzerten statt.
Im August 2011 wurde die Band Go-Go’s (in der Besetzung Belinda Carlisle, Charlotte Caffey, Gina Schock, Kathy Valentine und Jane Wiedlin) auf dem Hollywood Walk of Fame mit einem Stern der Kategorie Musikaufnahmen geehrt. Der Stern befindet sich bei der Adresse 6652 Hollywood Boulevard vor dem ehemaligen Nachtklub The Masque, wo die Band 1978 ihren ersten Auftritt hatte. Am 26. Juli 2018 hatte ein Musical über das Wirken der Go-Go’s Premiere in New York. Es war unter Mitwirkung von Belinda Carlisle entstanden.

## Diskografie

### Studioalben
| Jahr | Titel                  | Höchstplatzierung, Gesamtwochen, AuszeichnungChartplatzierungen (Jahr, Titel, Platzierungen, Wochen, Auszeichnungen, Anmerkungen) | Höchstplatzierung, Gesamtwochen, AuszeichnungChartplatzierungen (Jahr, Titel, Platzierungen, Wochen, Auszeichnungen, Anmerkungen) | Höchstplatzierung, Gesamtwochen, AuszeichnungChartplatzierungen (Jahr, Titel, Platzierungen, Wochen, Auszeichnungen, Anmerkungen) | Höchstplatzierung, Gesamtwochen, AuszeichnungChartplatzierungen (Jahr, Titel, Platzierungen, Wochen, Auszeichnungen, Anmerkungen) | Höchstplatzierung, Gesamtwochen, AuszeichnungChartplatzierungen (Jahr, Titel, Platzierungen, Wochen, Auszeichnungen, Anmerkungen) | Anmerkungen                                                  |
| Jahr | Titel                  | DE | AT | CH | UK | US | Anmerkungen                                                  |
| ---- | ---------------------- | --- | --- | --- | --- | --- | ------------------------------------------------------------ |
| 1986 | Belinda                | — | — | — | — | US13 Gold · (34 Wo.)US | Erstveröffentlichung: 3. Juni 1986 Verkäufe: + 600.000       |
| 1987 | Heaven on Earth        | DE17 (14 Wo.)DE | — | CH4 Gold · (15 Wo.)CH | UK4 ×3Dreifachplatin · (54 Wo.)UK                                                                                                 | US13 Platin · (51 Wo.)US | Erstveröffentlichung: 5. Oktober 1987 Verkäufe: + 2.005.000  |
| 1989 | Runaway Horses         | DE24 (22 Wo.)DE | AT13 (15 Wo.)AT | CH12 Gold · (28 Wo.)CH | UK4 Platin · (39 Wo.)UK | US37 Gold · (25 Wo.)US | Erstveröffentlichung: 9. Oktober 1989 Verkäufe: + 1.115.000  |
| 1991 | Live Your Life Be Free | — | — | CH32 (2 Wo.)CH | UK7 Gold · (16 Wo.)UK | — | Erstveröffentlichung: 14. Oktober 1991 Verkäufe: + 100.000   |
| 1993 | Real                   | — | — | — | UK9 (5 Wo.)UK | — | Erstveröffentlichung: 1. Oktober 1993                        |
| 1996 | A Woman & a Man        | — | AT36 (2 Wo.)AT | — | UK12 Gold · (6 Wo.)UK | — | Erstveröffentlichung: 20. September 1996 Verkäufe: + 100.000 |
| 2007 | Voila                  | — | — | — | — | — | Erstveröffentlichung: 5. Februar 2007                        |
| 2017 | Wilder Shores          | — | — | — | — | — | Erstveröffentlichung: 29. September 2017                     |

### Livealben
- 2013: Live from Metropolis Studios
- 2015: Access all Areas
- 2022: The Heaven on Earth Tour

### Kompilationen
| Jahr | Titel                               | Höchstplatzierung, Gesamtwochen, AuszeichnungChartplatzierungen (Jahr, Titel, Platzierungen, Wochen, Auszeichnungen, Anmerkungen) | Höchstplatzierung, Gesamtwochen, AuszeichnungChartplatzierungen (Jahr, Titel, Platzierungen, Wochen, Auszeichnungen, Anmerkungen) | Anmerkungen                                                 |
| Jahr | Titel                               | DE | UK | Anmerkungen                                                 |
| ---- | ----------------------------------- | --- | --- | ----------------------------------------------------------- |
| 1992 | The Best of Belinda, Volume 1       | DE35 (11 Wo.)DE | UK1 ×2Doppelplatin · (37 Wo.)UK                                                                                                   | Erstveröffentlichung: 7. September 1992 Verkäufe: + 700.000 |
| 1999 | A Place on Earth: The Greatest Hits | — | UK15 Gold · (8 Wo.)UK | Erstveröffentlichung: 1. November 1999 Verkäufe: + 100.000  |
| 2014 | The Collection                      | — | UK24 (5 Wo.)UK | Erstveröffentlichung: 17. März 2014                         |
| 2019 | Gold                                | — | UK11 (7 Wo.)UK | Erstveröffentlichung: 6. September 2019                     |

Weitere Kompilationen
- 1998: The Greatest
- 1999: Original Gold
- 2002: The Collection
- 2003: Essential
- 2013: ICON – The Best of

### EPs
| Jahr | Titel  | Höchstplatzierung, Gesamtwochen, AuszeichnungChartsChartplatzierungen (Jahr, Titel, Platzierungen, Wochen, Auszeichnungen, Anmerkungen) | Anmerkungen                        |
| Jahr | Titel  | UK | Anmerkungen                        |
| ---- | ------ | --- | ---------------------------------- |
| 2023 | Kismet | UK95 (1 Wo.)UK | Erstveröffentlichung: 12. Mai 2023 |

### Singles als Leadmusikerin
| Jahr | Titel Album                                            | Höchstplatzierung, Gesamtwochen, AuszeichnungChartplatzierungen (Jahr, Titel, Album, Platzierungen, Wochen, Auszeichnungen, Anmerkungen) | Höchstplatzierung, Gesamtwochen, AuszeichnungChartplatzierungen (Jahr, Titel, Album, Platzierungen, Wochen, Auszeichnungen, Anmerkungen) | Höchstplatzierung, Gesamtwochen, AuszeichnungChartplatzierungen (Jahr, Titel, Album, Platzierungen, Wochen, Auszeichnungen, Anmerkungen) | Höchstplatzierung, Gesamtwochen, AuszeichnungChartplatzierungen (Jahr, Titel, Album, Platzierungen, Wochen, Auszeichnungen, Anmerkungen) | Höchstplatzierung, Gesamtwochen, AuszeichnungChartplatzierungen (Jahr, Titel, Album, Platzierungen, Wochen, Auszeichnungen, Anmerkungen) | Anmerkungen                                                                              |
| Jahr | Titel Album                                            | DE | AT | CH | UK | US | Anmerkungen                                                                              |
| ---- | ------------------------------------------------------ | --- | --- | --- | --- | --- | ---------------------------------------------------------------------------------------- |
| 1986 | Mad About You Belinda                                  | — | — | — | UK67 (6 Wo.)UK | US3 (21 Wo.)US | Erstveröffentlichung: Mai 1986 Verkäufe: + 50.000; Charteintritt in UK erst im Juli 1988 |
| 1986 | I Feel the Magic Belinda                               | — | — | — | — | US82 (5 Wo.)US | Erstveröffentlichung: September 1986                                                     |
| 1987 | Heaven Is a Place on Earth Heaven on Earth             | DE3 (15 Wo.)DE | AT10 (8 Wo.)AT | CH1 (15 Wo.)CH | UK1 Platin · (15 Wo.)UK | US1 (21 Wo.)US | Erstveröffentlichung: 18. September 1987 Verkäufe: + 820.000                             |
| 1988 | I Get Weak Heaven on Earth                             | DE38 (6 Wo.)DE | — | CH24 (4 Wo.)CH | UK10 (9 Wo.)UK | US2 (16 Wo.)US | Erstveröffentlichung: 15. Februar 1988                                                   |
| 1988 | Circle in the Sand Heaven on Earth                     | DE9 (14 Wo.)DE | AT26 (2 Wo.)AT | — | UK4 (11 Wo.)UK | US7 (17 Wo.)US | Erstveröffentlichung: 25. April 1988                                                     |
| 1988 | I Feel Free Heaven on Earth                            | — | — | — | — | US88 (4 Wo.)US | Erstveröffentlichung: 16. Juli 1988                                                      |
| 1988 | World without You Heaven on Earth                      | — | — | — | UK34 (7 Wo.)UK | — | Erstveröffentlichung: 29. August 1988                                                    |
| 1988 | Love Never Dies Heaven on Earth                        | — | — | — | UK54 (6 Wo.)UK | — | Erstveröffentlichung: 28. November 1988                                                  |
| 1989 | Leave a Light On Runaway Horses                        | DE15 (18 Wo.)DE | AT4 (13 Wo.)AT | CH8 (16 Wo.)CH | UK4 Silber · (10 Wo.)UK | US11 (18 Wo.)US | Erstveröffentlichung: 1. September 1989 Verkäufe: + 295.000                              |
| 1989 | La Luna Runaway Horses                                 | DE16 (19 Wo.)DE | AT29 (3 Wo.)AT | CH10 (14 Wo.)CH | UK38 (6 Wo.)UK | — | Erstveröffentlichung: 27. November 1989                                                  |
| 1990 | Summer Rain Runaway Horses                             | DE57 (10 Wo.)DE | — | — | UK23 (10 Wo.)UK | US30 (13 Wo.)US | Erstveröffentlichung: 8. Januar 1990 Verkäufe: + 35.000                                  |
| 1990 | Runaway Horses                                         | DE63 (5 Wo.)DE | — | — | UK40 (5 Wo.)UK | — | Erstveröffentlichung: 12. Februar 1990                                                   |
| 1990 | Vision of You Runaway Horses                           | — | — | — | UK41 (4 Wo.)UK | — | Erstveröffentlichung: 2. April 1990                                                      |
| 1990 | (We Want) The Same Thing Runaway Horses                | DE53 (12 Wo.)DE | — | — | UK6 (10 Wo.)UK | — | Erstveröffentlichung: 2. Oktober 1990                                                    |
| 1991 | Vision of You (Remix ’91) –                            | DE71 (11 Wo.)DE | — | — | UK12 (7 Wo.)UK | — | Erstveröffentlichung: 1991                                                               |
| 1991 | Live Your Life Be Free                                 | DE71 (11 Wo.)DE | — | — | UK12 (7 Wo.)UK | — | Erstveröffentlichung: 16. September 1991                                                 |
| 1991 | Do You Feel Like I Feel Live Your Life Be Free         | — | — | — | UK29 (4 Wo.)UK | US73 (6 Wo.)US | Erstveröffentlichung: 1. November 1991                                                   |
| 1992 | Half the World Live Your Life Be Free                  | DE62 (4 Wo.)DE | — | — | UK35 (4 Wo.)UK | — | Erstveröffentlichung: 30. Dezember 1991                                                  |
| 1992 | Little Black Book Live Your Life Be Free               | DE69 (7 Wo.)DE | — | — | UK28 (5 Wo.)UK | — | Erstveröffentlichung: 17. August 1992                                                    |
| 1993 | Big Scary Animal Real                                  | DE63 (11 Wo.)DE | — | — | UK12 (6 Wo.)UK | — | Erstveröffentlichung: 10. September 1993                                                 |
| 1993 | Lay Down Your Arms Real                                | — | — | — | UK27 (6 Wo.)UK | — | Erstveröffentlichung: 15. November 1993                                                  |
| 1996 | In Too Deep A Woman and a Man                          | — | — | — | UK6 (8 Wo.)UK | — | Erstveröffentlichung: 1. Juli 1996 Verkäufe: + 35.000                                    |
| 1996 | Always Breaking My Heart A Woman and a Man             | — | — | — | UK8 (8 Wo.)UK | — | Erstveröffentlichung: 9. September 1996                                                  |
| 1996 | Love in the Key of C A Woman and a Man                 | — | — | — | UK20 (6 Wo.)UK | — | Erstveröffentlichung: 18. November 1996                                                  |
| 1997 | California A Woman and a Man                           | — | — | — | UK31 (2 Wo.)UK | — | Erstveröffentlichung: 17. Februar 1997                                                   |
| 1999 | All God’s Children A Place on Earth: The Greatest Hits | — | — | — | UK66 (1 Wo.)UK | — | Erstveröffentlichung: 15. November 1999                                                  |

Weitere Singles
- 1986: Band of Gold (feat. Freda Payne)
- 2013: Sun
- 2014: Goodbye Just Go
- 2015: Have You Ever Seen the Rain
- 2015: Silver Bells
- 2021: Get Togehter
- 2023: Big Big Love

### Singles als Gastmusikerin
| Jahr | Titel Album                     | Höchstplatzierung, Gesamtwochen, AuszeichnungChartsChartplatzierungen (Jahr, Titel, Album, Platzierungen, Wochen, Auszeichnungen, Anmerkungen) | Anmerkungen                                                           |
| Jahr | Titel Album                     | UK | Anmerkungen                                                           |
| ---- | ------------------------------- | --- | --------------------------------------------------------------------- |
| 1989 | What Does It Take? The Big Area | UK33 (4 Wo.)UK | Erstveröffentlichung: März 1989 Then Jerico feat. Belinda Carlisle    |
| 1990 | Blue Period 11                  | UK99 (1 Wo.)UK | Erstveröffentlichung: Mai 1990 The Smithereens feat. Belinda Carlisle |

## Auszeichnungen für Musikverkäufe
| Goldene Schallplatte - Australien - 1990: für die Single Summer Rain - 1997: für die Single In Too Deep - Hongkong - 1990: für das Album Heaven on Earth - Italien - 2024: für die Single Heaven Is a Place on Earth - Kanada - 1987: für die Single Mad About You - 1987: für die Single Heaven Is a Place on Earth - Norwegen - 1988: für das Album Heaven on Earth - Schweden - 1990: für die Single Leave a Light On - Spanien - 1991: für das Album Runaway Horses - 2024: für die Single Heaven Is a Place on Earth | Platin-Schallplatte - Australien - 1990: für die Single Leave a Light On - 1992: für das Album The Best of Belinda, Volume 1 - Dänemark - 2024: für die Single Heaven Is a Place on Earth - Kanada - 1987: für das Album Belinda - 1990: für das Album Runaway Horses - Neuseeland - 1988: für das Album Heaven on Earth - Schweden - 1990: für das Album Runaway Horses 2× Platin-Schallplatte - Australien - 1990: für das Album Runaway Horses - Kanada - 1988: für das Album Heaven on Earth - Neuseeland - 1993: für das Album The Best of Belinda, Volume 1 - 2024: für die Single Heaven Is a Place on Earth |

Anmerkung: Auszeichnungen in Ländern aus den Charttabellen bzw. Chartboxen sind in ebendiesen zu finden.
| Land/RegionAuszeichnungen für Musikverkäufe (Land/Region, Auszeichnungen, Verkäufe, Quellen) | Silber  | Gold       | Platin       | Verkäufe  | Quellen                       |
| -------------------------------------------------------------------------------------------- | ------- | ---------- | ------------ | --------- | ----------------------------- |
| Australien (ARIA)                                                                            | —       | 2× Gold2   | 4× Platin4   | 350.000   | aria.com.au                   |
| Dänemark (IFPI)                                                                              | —       | —          | Platin1      | 90.000    | ifpi.dk                       |
| Hongkong (IFPI/HKRIA)                                                                        | —       | Gold1      | —            | 10.000    | ifpihk.org                    |
| Italien (FIMI)                                                                               | —       | Gold1      | —            | 50.000    | fimi.it                       |
| Kanada (MC)                                                                                  | —       | 2× Gold2   | 4× Platin4   | 500.000   | musiccanada.com               |
| Neuseeland (RMNZ)                                                                            | —       | —          | 5× Platin5   | 110.000   | aotearoamusiccharts.co.nz NZ2 |
| Norwegen (IFPI)                                                                              | —       | Gold1      | —            | 50.000    | Einzelnachweise               |
| Schweden (IFPI)                                                                              | —       | Gold1      | Platin1      | 125.000   | sverigetopplistan.se          |
| Schweiz (IFPI)                                                                               | —       | 2× Gold2   | —            | 50.000    | hitparade.ch                  |
| Spanien (Promusicae)                                                                         | —       | 2× Gold2   | —            | 80.000    | elportaldemusica.es ES2       |
| Vereinigte Staaten (RIAA)                                                                    | —       | 2× Gold2   | Platin1      | 2.000.000 | riaa.com                      |
| Vereinigtes Königreich (BPI)                                                                 | Silber1 | 3× Gold3   | 7× Platin7   | 2.900.000 | bpi.co.uk                     |
| Insgesamt                                                                                    | Silber1 | 17× Gold17 | 23× Platin23 |           |                               |